# Rue Seigneuriale
La rue Seigneuriale  est une artère d'orientation nord-sud située à Québec.

## Situation et accès
La rue a une longueur d'environ 6 km. Son tracé est principalement rectiligne. Elle traverse l'arrondissement de Beauport du nord au sud en traversant trois quartiers : Vieux-Bourg, Saint-Michel et Sainte-Thérèse-de-Lisieux. Ses principales intersections sont avec le boulevard Louis-XIV et l'autoroute Félix-Leclerc.

## Origine du nom
Son nom fait référence à la seigneurie de Beauport que la rue traversait du nord au sud durant son existence. 

## Historique

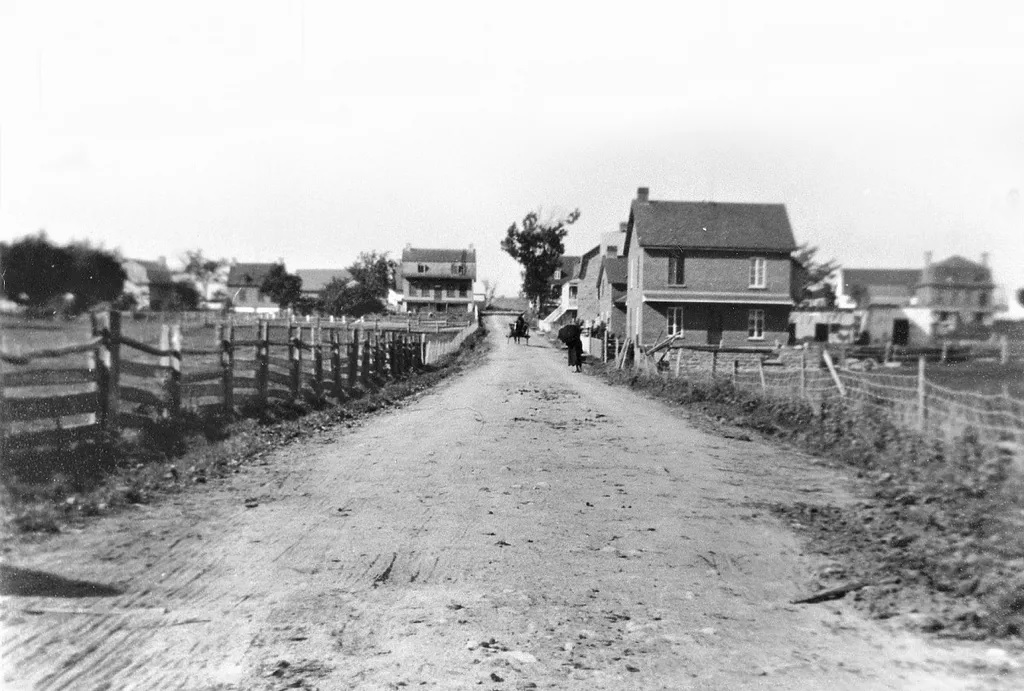
En 1903

Elle est tracée partiellement dès le XVIIe siècle, sous le régime seigneurial, à titre de montée permettant de relier les rangs Saint-Joseph, Saint-Michel et Sainte-Thérèse. 
Le 12 août 1669, le chemin entre l'avenue des Cascades et l'avenue Royale est baptisé « rue des Bourgs » sous ordonnance de l'intendant Claude de Bouteroue d'Aubigny. Elle est ensuite baptisée « rue Saint-Michel » parce qu'elle permettait d'accéder au rang Saint-Michel.
Son nom actuel a été attribué le 12 mai 1948 et officialisé par la Commission de toponymie le 9 juin 1988.